# Nyeman (folyó)
A Nyeman (belarusz nyelven Нёман, litvánul Nemunas, lengyelül Niemen, németül Memel) a Balti-tenger Kur-öblébe ömlő európai folyó. Hossza 937 km, ez a Balti-tenger medencéjének 4. leghosszabb folyója. Folyásiránya az utolsó jégkorszak után alakult ki, völgye 60 m mély és 5 km széles gyakori mocsarakkal). Évi közepes vízhozama 690 m³/s. Viszonylag lassú folyású (1–2 m/s). Leghosszabb mellékfolyói a Neris (510 km), a Scsara (325 km) és a Šešupė (298 km). Decembertől márciusig befagy. Masztitól lefelé mintegy 600 km hosszan hajózható.

## A folyó Fehéroroszországban
Fehéroroszország középső részén, az Uzdai járásban ered 176 m tengerszint feletti magasságban, majd a Sztovbci-síkságon árhaladva és a Navahrudaki-hátságot északról félkörívben megkerülve nyugat felé halad. A Lidai-síkságot újabb hatalmas kanyarral kerüli meg dél felől, majd északnak fordul. Hrodna után lép át Litvániába. Az ország területén 459 km-t tesz meg; és vízgyűjtő területének több mint harmada – a Vilija medencéjét nem számítva – Fehéroroszország területére esik (35 000 km²). Jobb oldali fontosabb mellékfolyói az Usza, Szula, Berezina, Havja, Dzitva és Kotra; bal oldalról pedig a Losa, Szervecs, Movcsadz, Scsara, Zalvjanka, Rosz és Szviszlacs. 
A folyó menti jelentősebb települések: Sztovbci, Ljubcsa, Bjarozavka, Maszti és Hrodna. 
Az Augustówi-csatorna közvetlenül a határ előtt ágazik ki, összeköttetést teremtve a Visztula vízrendszerével. 

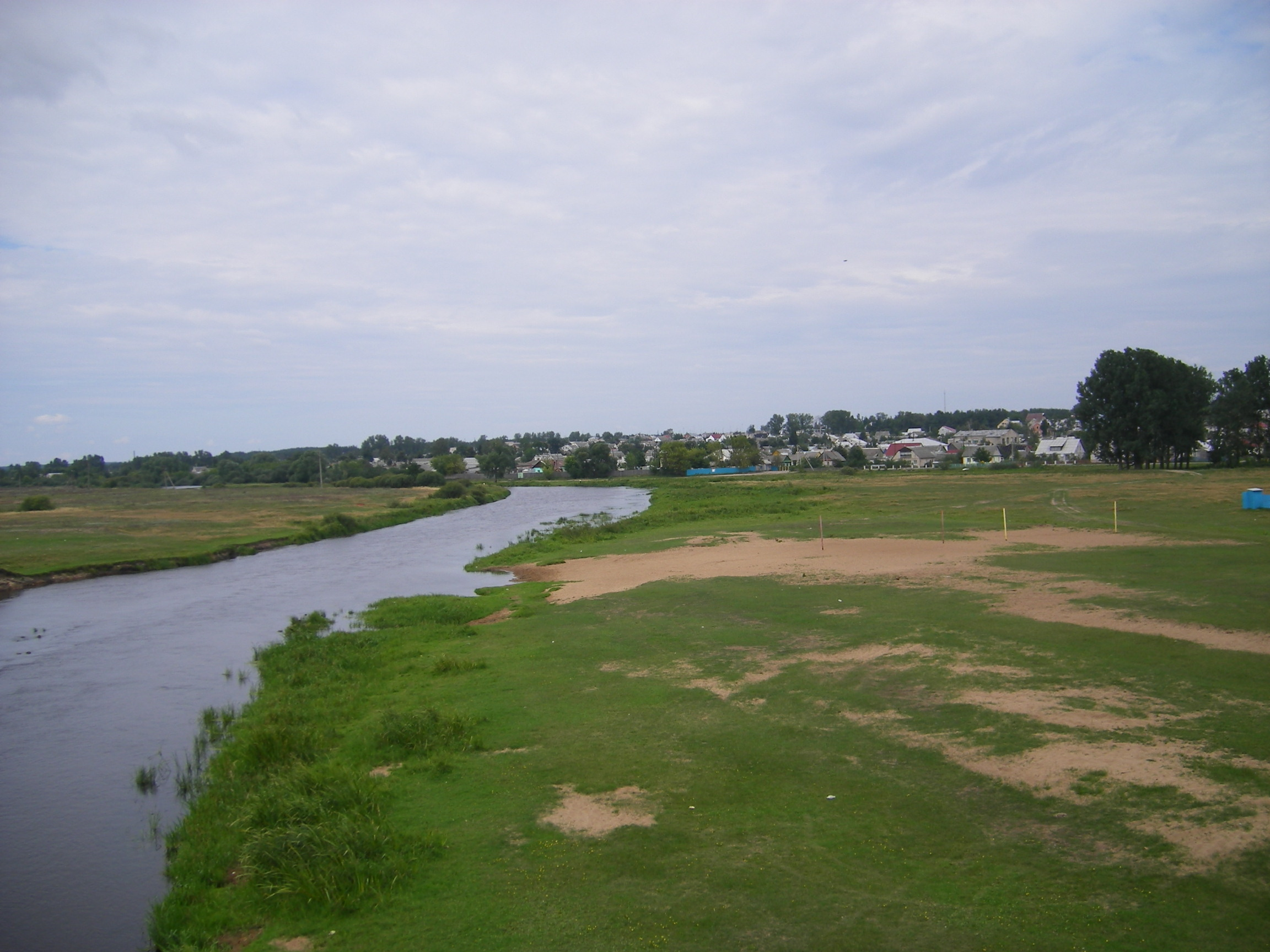
A Nyeman Sztovbcinál

## A folyó Litvániában
A határtól egészen Kaunasig északi irányban halad, erősen meanderezve. 1959-ben duzzasztották fel a 93 km hosszú, 63 km² kiterjedésű Kaunasi-víztározót, melynek vízierőműve (100 MW beépített teljesítménnyel) a város áramellátását biztosítja. Kaunastól nyugati-északnyugati irányban halad a Nyeman, majd 116 km hosszan a litván-orosz határt alkotja. Rusnė után deltatorkolattal (fő ágai a Rusnė és a Matroszovszkaja) ömlik a Kur-öbölbe. A Rusnė-ág szállítja a vízmennyiség 80%-át, de a torkolattól 13 km-re maga is két ágra oszlik (Skirvytė, Atmata). Litvánia területének 72%-a (46 700 km²) tartozik a vízgyűjtőjéhez. Fontosabb mellékfolyói jobb oldalról a Merkys, Verknė, Neris (Vilija), Nevėžis, Dubysa, Mituva és a Jura Šešuvis; bal oldalról pedig a Šešupė. 
Fontosabb települések a folyó mentén: Druskininkai, Alytus, Prienai, Birštonas, Kaunas, Kulautuva, Vilkija, Jurbarkas, Pagėgiai, Rusnė, a Kalinyingrádi területen Szovjetszk (Tilsit) és Nyeman. 
A meander-vidék és a folyódelta egyaránt védett terület. 

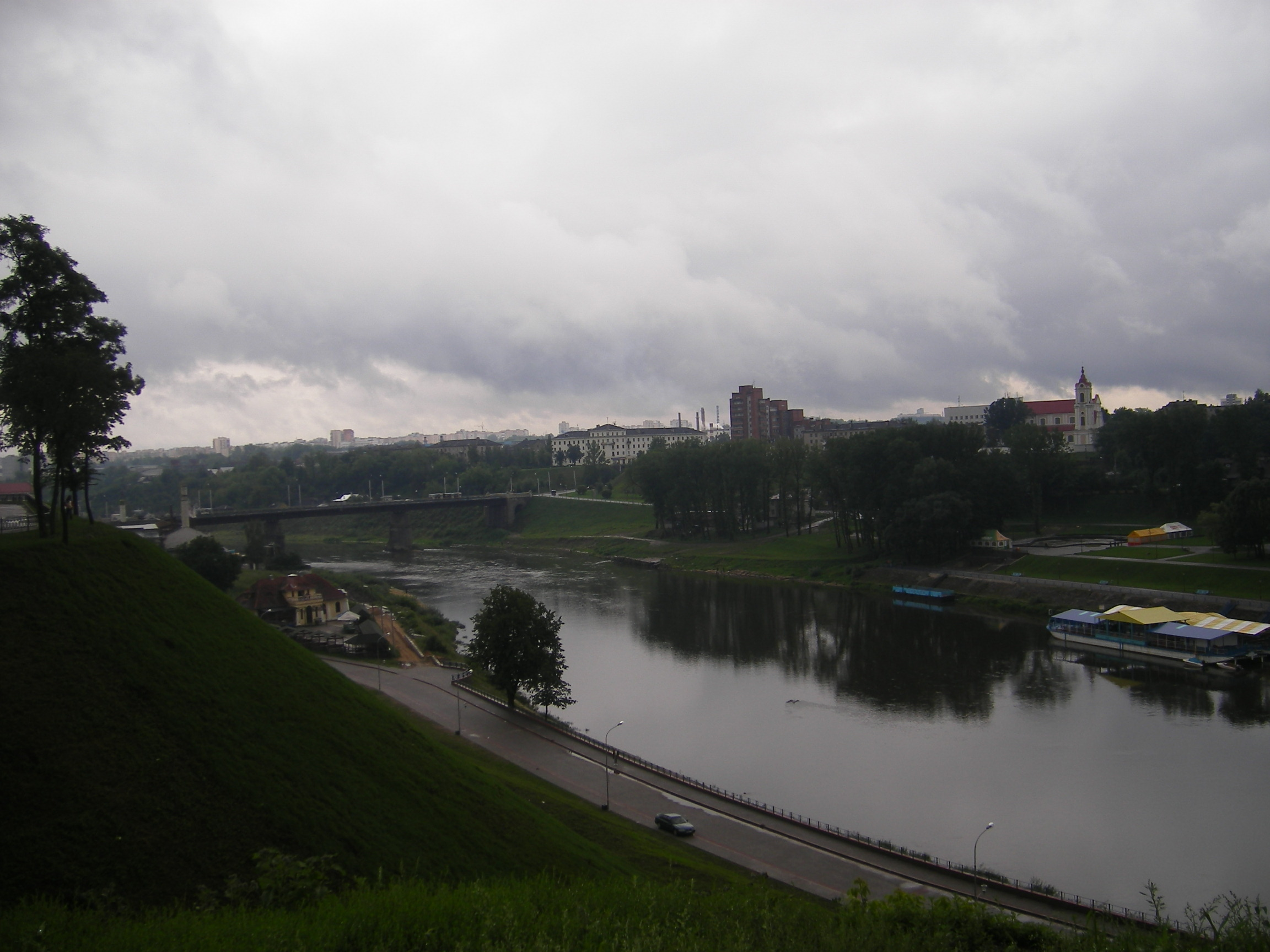
A Nyeman Hrodnánál

## A kultúrában
A Nyeman (Memel) évszázadokon át Kelet-Poroszország északi határa volt, fontos szerepet játszott a német kultúrában, Klaipėda is róla kapta eredeti német nevét (Memel). A Deutschlandlied is utal rá egyik versszakában. A litván folklórban is fontos szerepe van, Maironis nemzeti költő egyik legismertebb versében is szerepel, de nevét viseli egy folklóregyüttes, egy kulturális magazin és egy szanatórium is. A litvánok a folyók atyjának tartják a Nyemant. Fehéroroszország legnagyobb üveggyárát (Bjarozavkában) és a lidai autóbuszgyárat is a folyóról nevezték el, akárcsak a hrodnai stadiont. Nevét viseli az egykori Ragnit városa a Kalinyingrádi területen.
Tolsztoj Háború és békéjében fontos, szimbolikus a szerepe. Napóleon seregei a partjánál vernek tábort, mielőtt Oroszország földjére, a megsemmisülésbe lépnek. Az író ezt az alkalmat használja fel, hogy az okságról, vezető és vezetett történelmi felelősségéről beszéljen.
Czesław Niemen lengyel dzsesszzenész a folyótól kölcsönözte művésznevét.

## Külső hivatkozások
- Nagy Szovjet Enciklopédia (oroszul)